# Petit-Groppe
Die Petit-Groppe (Cottus petiti) ist ein Fisch aus der Familie der Groppen (Cottidae), die ausschließlich im Quellgebiet des Lez, einem Küstenfluss, in Südfrankreich vorkommt.

## Merkmale
Die Petit-Groppe wird drei bis fünf, maximal sechs Zentimeter lang. Wie alle Groppen hat sie einen kaulquappenförmigen Körper mit einem dicken Kopf, der im Vergleich zu anderen Groppen aber relativ klein ist. Die Augen liegen hoch, der Kiemendeckel hat einen kräftigen Dorn. Die Seitenlinie verläuft auf der Mitte der Körperseiten bis zum Schwanzflossenansatz und ist stellenweise unterbrochen. Die Brustflossen sind fächerförmig, die Bauchflossen sind brustständig. Die zweite Rückenflosse ist lang, ihr letzter Gliederstrahl erreicht die ersten rudimentären Strahlen der Schwanzflosse. Diese ist lang und abgerundet. Der letzte Afterflossenstrahl ist auf 2/3 seiner Länge mit dem Körper durch Flossenmembran verbunden. Die Fische sind schuppenlos.
- Flossenformel: Dorsale 1 V–VII, Dorsale 2 15–16, Anale 11–13, Caudale 13–16.
- Wirbel: 30.

Die Petit-Groppe ist je nach Wohngewässer grünlichgelb bis schwärzlich und besitzt sechs bräunliche Flecken oder Bänder auf dem Rücken und an den Seiten. Auch Rücken-, Brust und Schwanzflosse sind gefleckt. Bauch- und Afterflosse sind transparent und ungefleckt.

## Lebensweise
Die Petit-Groppe lebt ausschließlich in kühlen Karstquellen und den daraus entstehenden, kalkreichen, schnell fließenden Bächen. In ihren Wohngewässern herrscht eine konstante Temperatur von 13 bis 16 °C. Sie kommt dort syntop mit Elritzen und Schmerlen vor. Ihre Nahrung besteht aus kleinen, wirbellosen Tieren (Bachflohkrebse, Köcherfliegenlarven). Ihr Fortpflanzungsverhalten ähnelt wahrscheinlich dem der Groppe (Cottus gobio). Die Eier sind mit einem Durchmesser von 2,1 mm relativ groß.